# イネス・モワテシエ夫人の肖像
『イネス・モワテシエ夫人の肖像』（イネス・モワテシエふじんのしょうぞう、仏: Madame Moitessier, あるいは座るイネス・モワテシエ夫人）は、1856年にフランス新古典主義の巨匠ドミニク・アングルがキャンバスに制作した肖像画である。油彩。ナショナル・ギャラリーに所蔵されている。